# Conchil-le-Temple
Conchil-le-Temple település Franciaországban, Pas-de-Calais megyében. Lakosainak száma 1087 fő (2022. január 1.). Conchil-le-Temple Verton, Lépine, Tigny-Noyelle, Waben, Quend és Colline-Beaumont községekkel határos.

## Népesség
A település népességének változása:
| Lakosok száma | 1127 | 1130 | 1147 | 1135 | 1129 | 1125 | 1113 | 1100 | 1087 |
|               | 2013 | 2015 | 2016 | 2017 | 2018 | 2019 | 2020 | 2021 | 2022 |